# Buddleja soratae
Buddleja soratae är en flenörtsväxtart som beskrevs av Friedrich Wilhelm Ludwig Kraenzlin.
Buddleja soratae ingår i släktet buddlejor och familjen flenörtsväxter. Inga underarter finns listade i Catalogue of Life.